# João Pedro Teixeira
João Pedro Teixeira (Pilõezinhos, 4 de março de 1918 — Sapé, 2 de abril de 1962) foi um militante das ligas camponesas de Sapé, considerado um símbolo de resistência à criminalização dos protestos populares no campo antes do golpe civil-militar de 1964.
Filho de Maria Francisca da Conceição e João Teixeira, um pequeno produtor rural, João Pedro teve desde muito cedo contato direto com a rotina do campo, e em sua vida adulta, optou por atuar como operário e defensor do trabalho rural. Seu afinco em prol dos trabalhadores rurais fizeram dele um herói da pátria, principalmente no Nordeste no país, onde costumava intervir. João Pedro morreu por tiros nas costas aos 44 anos de idade, durante a volta de uma viagem à João Pessoa, em uma estrada entre as cidades de Café do Vento e Sapé, no dia 2 de abril de 1962. Sua morte foi encomendada por latifundiários da região, e antecedeu a Ditadura Militar de 1964.

## Biografia
Nasceu no então distrito de Pilõezinhos, na época subordinado ao município de Guarabira, na Paraíba. Era filho de Maria Francisca da Conceição e de João Teixeira, do qual herdou o mesmo nome. Foi casado com Elizabeth Teixeira com quem teve 11 filhos.
Foi o líder-fundador da primeira liga camponesa na Paraíba, fundada no Município de Sapé, que tinha a denominação oficial de "Associação dos Lavradores e Trabalhadores Agrícolas de Sapé" e chegou a contar com mais de sete mil sócios. João Pedro era um grande líder local, e antes de sua morte enfrentava um confronto acerca dos processos legais do sítio Antas do Sono, cuja cessão provisória havia sido oferecida por seu sogro, e logo depois vendido a Antônio José Tavares.

## Morte
João Pedro Teixeira foi assassinado a tiros de fuzil por dois policiais em 02 abril de 1962, na estrada entre Café do Vento e Sapé (PB), enquanto voltava para casa, regressando de João Pessoa, enquanto levava cadernos e livros para seus filhos. O crime foi encomendado por um grupo de latifundiários liderados por Agnaldo Veloso Borges.
João Pedro Teixeira era um grande líder local e enfrentava alguns conflitos sobre os processos legais que envolvia o sítio Antas do Sono, que ele arrendara do seu sogro e havida vendido para Antônio José Tavares.
Segundo o depoimento de Francisco de Assis Lemos de Souza, João Pedro estava na capital naquele dia para fazer uma reunião com Antônio e seu advogado, mas ela não ocorreu e ele voltou para casa no final do dia. O motivo da reunião teria se dado pois o Chefe da Liga Camponesa de Sapé estava impedido de fazer qualquer plantação no terreno, uma vez que Antônio José, vereador e comerciante da pequena cidade na época, ordenava a saída da família Teixeira da terra.
No retorno à sua casa, nas proximidades de Café do Vento, em direção a Sapé, ele desceu do ônibus e seguiu a pé. No caminho, foi surpreendido por uma emboscada, sendo alvo de cinco tiros de fuzil. O crime foi executado pelo cabo Antônio Alexandre da Silva, pelo soldado Francisco Pedro de Silva, conhecido como ‘Chiquinho’, e pelo vaqueiro Arnaud Nunes Bezerra. Ali chegava o fim da vida de um líder camponês, que lutava pela melhoria de vida das gerações que ainda estavam por vir.
De acordo com os depoimentos e materiais jornalísticos que foram anexados ao processo da CEMDP, os mandantes do assassinato foram Aguinaldo Veloso Borges, Pedro Ramos Coutinho e Antônio José Tavares, que negociava a compra da casa com João Pedro Teixeira. Eles eram latifundiários e o crime teve como objetivo atingir as lideranças camponesas da região. O então governador, Pedro Gondim foi o responsável por instaurar o inquérito de investigações.
Seu corpo, reconhecido no Hospital de Sapé, apresentava 5 ferimentos de bala, sendo um deles na área do coração e outro na região glútea, que a perícia supõe ter sido o primeiro disparo. A notícia de sua morte foi dada à sua esposa, Elizabeth Teixeira, que  assumiu a luta de seu marido a frente da Liga Camponesa de Sapé, protestando contra seu falecimento e dando continuidade ao propósito de João Pedro.
Perante as investigações da morte de João Pedro Teixeira, pode-se dizer que sua morte foi contratada por latifundiários da região, em uma ação que contou com a conivência e/ou omissão do Estado Brasileiro, em um atentado de direitos humanos contra os trabalhadores rurais e as Ligas Camponesas promovidas pela ditadura militar de 1964.

## Mobilizações
Na época, a imprensa repercutiu bastante o caso que indignou a população e as lideranças locais.  No dia da do sepultamento de João Pedro Teixeira, cerca de 5 mil camponeses tomaram as ruas de Sapé em protesto.
Um mês depois, um ato organizado pelos trabalhadores em prol do dia 1º de maio reuniu cerca de 40 mil pessoas na capital. Essas movimentações chamavam a atenção das autoridades e mobilizaram grande opinião pública da época, pois cobrava pela investigação mais apurada sobre o crime e a punição dos envolvidos.
Documentos de 1964 mostram que após dois anos da morte de João Pedro Teixeira, dobrou o número de associados da Liga Camponesa de Sapé, chegando a 24 mil pessoas.
A casa onde viveu João Pedro Teixeira e sua família, no sítio Antas do sono, zona rural do município de Sapé, foi tombada por Ricardo Coutinho, ex-governador do Estado da Paraíba eleito pela primeira vez em 2010. Segundo o governador, o imóvel possui um grande significado cultural, já que pertencia a um dos maiores lideres da Revolução Camponesa do estado. Com 4,82 hectares de terra, ficou ainda determinado que o Instituto do Patrimônio Histórico e Artístico do Estado da Paraíba (IPHAEP) tome as medidas necessárias para o tombamento do bem, uma vez que já foram reconhecidos os valores históricos da casa e da propriedade rural.

## Desfecho do caso
Houve pressão para que houvesse a instauração de uma Comissão Parlamentar de Inquérito que averiguasse o caso. Isso chegou a ser discutido na Assembleia Legislativa do Estado.
Depois da iniciação dos trabalhos da Comissão da Verdade, os indivíduos que providenciaram o crime foram identificados. Todos foram condenados, exceto Aguinaldo Veloso Borges, que assumiu, às pressas, o cargo de sexto suplente de deputado estadual, justamente para garantir sua imunidade. Apesar de condenados, os envolvidos na morte de João Pedro Teixeira foram absolvidos de seus crimes em março de 1965, durante a ditadura.
Em 15 de julho de 2013, 53 anos após a morte de João Pedro Teixeira, a Comissão Nacional da Verdade, junto com a Comissão Estadual da Verdade da Paraíba organizaram uma audiência pública na cidade de Sapé, na Paraíba, para ouvir depoimentos de pessoas ligadas ao João e resgatar informações a respeito das perseguições às Ligas Camponesas que aconteciam na época.
Cinco testemunhas foram ouvidas, entre elas, a viúva de João Pedro Teixeira e ex-presidente da Liga Camponesa de Sapé, Elizabeth Teixeira. Na audiência ela relembrou e a importância participação e o protagonismo de João Pedro na busca pelos direitos dos camponeses e ainda mencionou as incessantes perseguições que ocorreram após a sua morte e que persistiram até mesmo depois do golpe militar.  
A audiência foi importante para reafirmar a importância do legado deixado pelas Ligas Camponesas na região, além da necessidade de resolver, apurar e penalizar aqueles que violam os direitos humanos aos trabalhadores rurais e seus líderes.
Outros casos de crimes envolvendo colaboradores da Liga Camponesa de Sapé ainda estão sem solução, como, por exemplo, os dos trabalhadores João Alfredo Dias, mais conhecido como ‘Nego Fuba’ e Pedro Inácio de Araújo, conhecido como ‘Pedro Fazendeiro’, que desapareceram em setembro de 1964.
Em outra ocasião política, ao se encontrar com o ex-presidente Luiz Inácio Lula da Silva, Elizabeth relembrou o caso: “Mataram ele porque ele lutava pela reforma agrária, mas eu estou aqui até hoje continuando a luta para que o trabalhador tenha direito a terra, para ele e a família trabalharem. João Pedro me abraçava todos os dias acreditando nesta luta”.

## Homenagens
Em 1964, Eduardo Coutinho iniciou as filmagens do documentário "Cabra Marcado para Morrer", que contaria a história de João Pedro Teixeira, no entanto, as filmagens foram interrompidas pelo golpe militar de 1964. O documentário somente seria finalizado e lançado em 1984. Segundo Elizabeth Teixeira, viúva de João Pedro Teixeira, Eduardo Coutinho teria ido ao Nordeste fazer uma filmagem sobre o povo do interior, com os estudantes da União Nacional dos Estudantes (UNE), e mudou o projeto de seu filme quando soube do assassinato. Elizabeth relatou também que as filmagens teriam sido feitas no Engenho da Galiléia, em Vitória de Santo Antão, Pernambuco. A viúva ainda se emociona quando lembra do dia 2 de abril de 1962, quando os policiais assassinaram seu marido, que ficou conhecido como "O homem marcado para morrer". Durantes as gravações, Elizabeth contou também que apesar das ameaças dos latifundiários, ela continuou nas organizações camponesas junto a outros companheiros.
Em janeiro de 2018, seu nome foi inscrito no Livro dos Heróis e Heroínas da Pátria do Panteão da Pátria e da Liberdade Tancredo Neves, a partir de um projeto de lei do Deputado Federal Valmir Assunção do PT da Bahia, que deu origem à Lei nº 13.598, de 8 de janeiro de 2018. Entre os nomes já inscritos no livro estão Tiradentes, Zumbi dos Palmares e Santos Dumont.
O cinquentenário da morte do líder camponês também foi lembrado no dia 02 de abril de 2012. Para lembrar a data de morte de João Pedro Teixeira, a ONG Memorial das Ligas Camponesas organizou uma série de homenagens, e teve o apoio da Universidade Federal da Paraíba (UFPB), governo do Estado e prefeitura da cidade.
Seu nome também deu origem à rua "João Pedro Teixeira", no município de Parnamirim, no Rio Grande do Norte.